# Soldati-klass
Soldati-klassen, även känd som Camicia Nera-klassen, var en klass av jagare som byggdes för Regia Marina (den kungliga italienska flottan) under andra världskriget. Fartygen namngavs efter militära yrken (Artigliere, till exempel, betyder "artillerist"). Fartygen byggdes i två grupper: tolv fartyg byggdes 1938-1939 och en andra omgång med sju fartyg beställdes 1940, men endast fem färdigställdes.
Tio fartyg av denna klass gick förlorade under kriget. Tre av de överlevande överfördes till den franska flottan och två till den sovjetiska flottan som krigsskadestånd, medan två tjänstgjorde i den italienska efterkrigsflottan, Marina Militare.

## Design
1936 lade italienska Regia Marina en order på tolv exemplar av en ny jagardesign, Soldati-klassen. Konstruktionen var i huvudsak en upprepning av den tidigare Oriani-klassen, som i sin tur var en utveckling av Maestrale-klassen. Designen hade en identisk huvudkanonbestyckning med fyra 12 cm 50-kalibriga kanoner i två dubbeltorn, ett föröver och ett akteröver, medan torpedbestyckningen bestod av två trippelmonterade 53,3 cm torpedtuber. En kort 12 cm kanon var monterad på en piedestal mellan torpedtuberna för avfyrning av lysgranater, medan luftvärnet bestod av tolv 13,2 mm kulsprutor. Ett enda fartyg (Carabiniere) färdigställdes med en femte 12 cm 50-kalibrig kanon som ersatte lysgranat-kanonen. Fartygens maskineri, med två växlade ångturbiner som drev två axlar och genererade 48 000 hästkrafter (36 000 kW), och med en stor skorsten, liknade den i Oriani-klassen och var tillräcklig för att driva jagarna i 38 knop (70 km/h).
Beställningar på en andra omgång om sju jagare lades 1940. Alla utom ett av dessa fartyg skulle likt Carabiniere bestyckas med fem huvudkanoner.

## Konstruktion och modiferingar
Den första omgången fartyg byggdes 1937 och färdigställdes mellan 1938 och 1939, medan den andra omgången byggdes 1940-1941 och fem av dem färdigställdes 1942.
Ytterligare fyra av de första fartygen (Ascari, Camicia Nera, Geniere och Lanciere) modifierades 1941-1942 genom att ersätta lysgranats-kanonen med en 12 cm 50-kalibrig kanon. Luftvärnskulsprutorna ersattes gradvis med 20 mm kanoner och upp till 10-12 hade installerats 1943. Fem fartyg (Carabiniere, Granatiere, Fuciliere, Legionario och Velite) fick de akterliga torpedtuberna ersatta med två 37 mm kanoner, medan Fuciliere och Velite också fick sina lysgranats-kanoner ersatta med ytterligare ett par 37 mm kanoner. Fuciliere och Velite utrustades med italiensk radar, medan Legionario utrustades med en tysk radar.
Tyskarna erövrade ej färdigställda Squadrista i september 1943 och överförde fartyget, som döptes om till TA33, till Genua för att färdigställas som ett radarledningsfartyg med en Freya  långdistansradar och tyska 10,5 cm och 20 mm kanoner, men hon sänktes under allierade flygbombningar 1944.
De två jagare som var kvar i italiensk tjänst efter kriget byggdes om till ubåtsjaktfartyg 1953-1954, med torpedtuberna borttagna och luftvärnsbeväpningen ändrad till sex 40 mm/39 pom-pom-kanoner.

## Skepp i klassen

### Grupp 1
| Namn                             | Varv             | Kölsträckt       | Sjösatt           | Levererad        | Öde |
| -------------------------------- | ---------------- | ---------------- | ----------------- | ---------------- | --- |
| Alpino                           | CNR, Ancona      | 2 maj 1937       | 18 september 1938 | 20 april 1939    | Sänkt efter ett amerikanskt bombanfall den 19 april 1943                                                                                                   |
| Artigliere                       | O.T.O., Livorno  | 15 februari 1937 | 12 december 1937  | 14 november 1938 | Förlorad den 13 oktober 1940 efter att ha blivit svårt skadad av HMS York dagen innan.                                                                     |
| Ascari                           | O.T.O., Livorno  | 11 december 1937 | 31 juli 1938      | 6 maj 1939       | Förlorad den 24 mars 1943 efter att ha träffat tre sjöminor                                                                                                |
| Aviere                           | O.T.O., Livorno  | 16 januari 1937  | 19 september 1937 | 31 augusti 1937  | Torpederad och sänkt av den brittiska ubåten HMS Splendid den 17 december 1942                                                                             |
| Bersagliere                      | CNR, Palermo     | 21 april 1937    | 3 juli 1938       | 1 april 1939     | Förstörd i ett bombanfall i Palermo den 7 januari 1943 |
| Camicia Nera (senare Artigliere) | O.T.O., Livorno  | 21 januari 1937  | 8 augusti 1937    | 30 juni 1938     | Omdöpt till Artigliere den 30 juli 1943; överlevde kriget och överlämnades till den sovjetiska flottan som Lovky, togs ur tjänst 1960                      |
| Carabiniere                      | CT, Riva Trigoso | 1 februari 1937  | 23 juli 1938      | 20 december 1938 | Överlevde kriget och tjänstgjorde i Italiens efterkrigstida flotta. Togs ur tjänst den 18 januari 1965                                                     |
| Corazziere                       | O.T.O., Livorno  | 7 oktober 1937   | 22 maj 1938       | 4 mars 1939      | Borrad i sank i Genua efter det italienska vapenstilleståndet den 9 september 1943, bärgad av tyskarna men sen sänkt i ett flyganfall den 4 september 1944 |
| Fuciliere                        | CNR, Ancona      | 2 maj 1937       | 31 juli 1938      | 10 januari 1939  | Överlevde kriget och gavs till den sovjetiska flottan som krigsskadestånd och döptes om till Lyogky, tagen ur tjänst 1960                                  |
| Geniere                          | O.T.O., Livorno  | 26 augusti 1937  | 27 februari 1938  | 14 december 1938 | Sänkt i ett amerikanskt flyganfall medan fartyget var torrdockat i Palermo den 1 mars 1943                                                                 |
| Granatiere                       | CNR, Palermo     | 5 april 1937     | 24 april 1938     | 1 februari 1939  | Överlevde kriget och tjänstgjorde i Italiens efterkrigstida flotta tills den 1 juli 1958                                                                   |
| Lanciere                         | CT, Riva Trigoso | 1 februari 1937  | 18 december 1938  | 25 mars 1939     | Kapsejsade och sjönk under en storm efter andra slaget om Sirte den 23 mars 1942                                                                           |

### Grupp 2
| Namn        | Varv            | Kölsträckt        | Sjösatt           | Levererad       | Öde |
| ----------- | --------------- | ----------------- | ----------------- | --------------- | --- |
| Bombardiere | CNR, Ancona     | 7 oktober 1940    | 23 mars 1942      | 15 juli 1942    | Sänkt av den brittiska ubåten HMS United den 17 januari 1943 |
| Carrista    | O.T.O., Livorno | 11 september 1941 | N/A               | N/A             | Ej färdigställt, erövrad av tyska styrkor efter det italienska vapenstilleståndet, döptes om till TA34 men skrotades innan det var färdigbyggt                                                     |
| Corsaro     | O.T.O., Livorno | 23 januari 1941   | 16 november 1941  | 16 maj 1942     | Sänkt av en mina utlagd av HMS Abdiel den 9 januari 1943 |
| Legionario  | O.T.O., Livorno | 21 oktober 1940   | 16 april 1941     | 1 mars 1942     | Överfördes till Frankrike som ett krigsskadestånd den 15 augusti 1948, döptes om till Duchaffault, tagen ur tjänst den 12 juni 1952                                                                |
| Mitragliere | CNR, Ancona     | 7 oktober 1940    | 28 september 1941 | 1 februari 1942 | Internerades på Majorca 1943, överfördes till Frankrike som Jurien de la Gravière den 8 augusti 1948, togs ur tjänst den 12 juni 1954                                                              |
| Squadrista  | O.T.O., Livorno | 4 september 1941  | 12 september 1942 | i.u.            | Ej färdigställd, erövrad av tyska styrkor i september 1943, bogserades till Genua och döptes om till TA33, sjönk under sjötester den 4 september 1944                                              |
| Velite      | O.T.O., Livorno | 19 april 1941     | 31 augusti 1941   | 31 augusti 1942 | Svårt skadad av en torped från ubåten HMS Splendid den 21 november 1942, reparerad och överförd till Frankrike som ett krigsskadestånd under namnet Duperré den 24 juli 1948, tagen ur tjänst 1961 |